# Beastmaster - L'occhio di Braxus
Beastmaster - L'occhio di Braxus (Beastmaster III - The Eye of Braxus) è un film per la televisione statunitense del 1996 diretto da Gabrielle Beaumont.

## Trama
Dar si allea con Seth per salvare suo fratello King Tal, rapito da Lord Agon che ha sacrificato giovani prigionieri per conservare la sua giovinezza, ottenendo l'immortalità liberando il dio oscuro Braxus dalla sua prigione.